# Nags-e Dzsahán tér

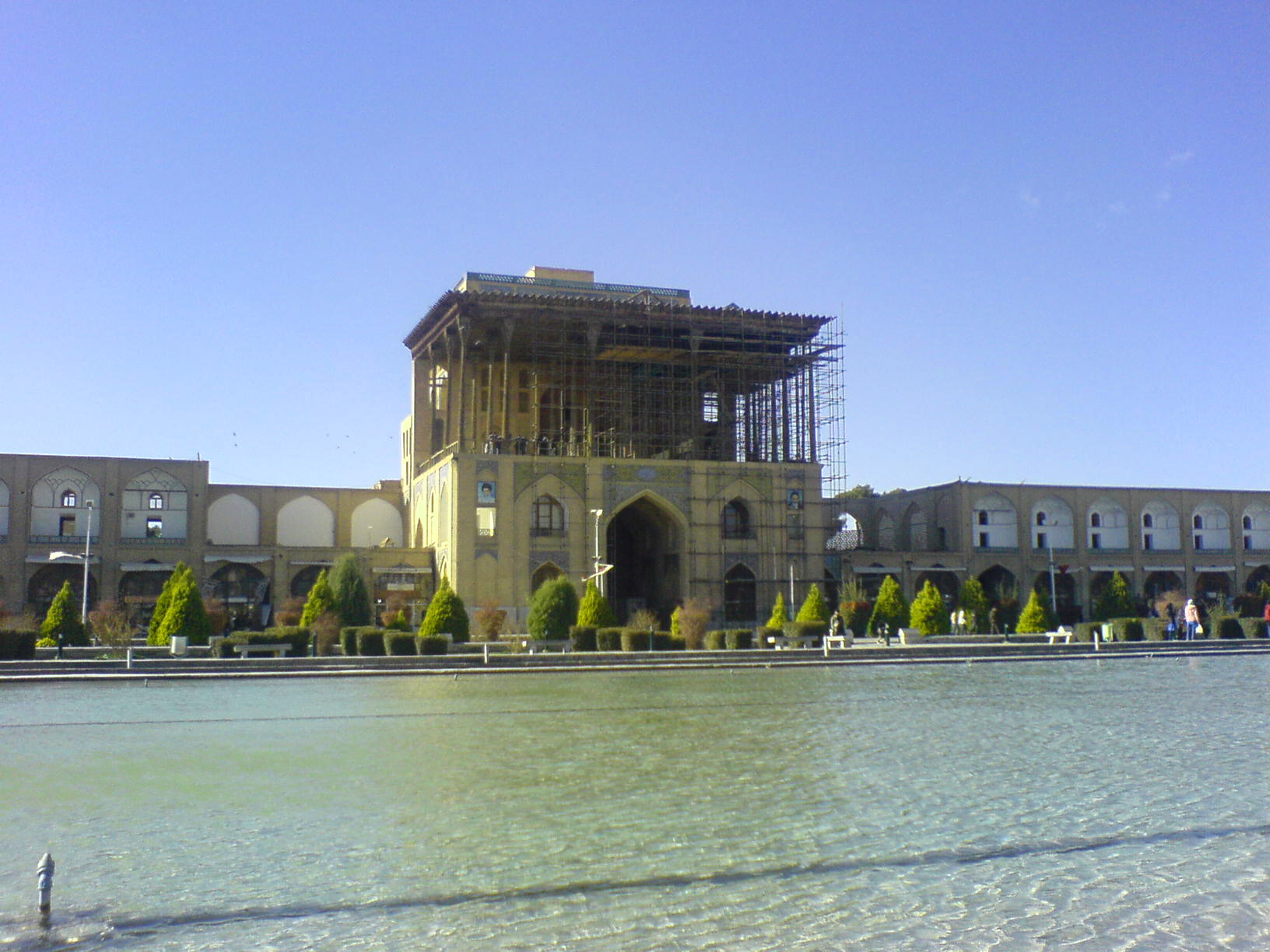
Áli Gápu

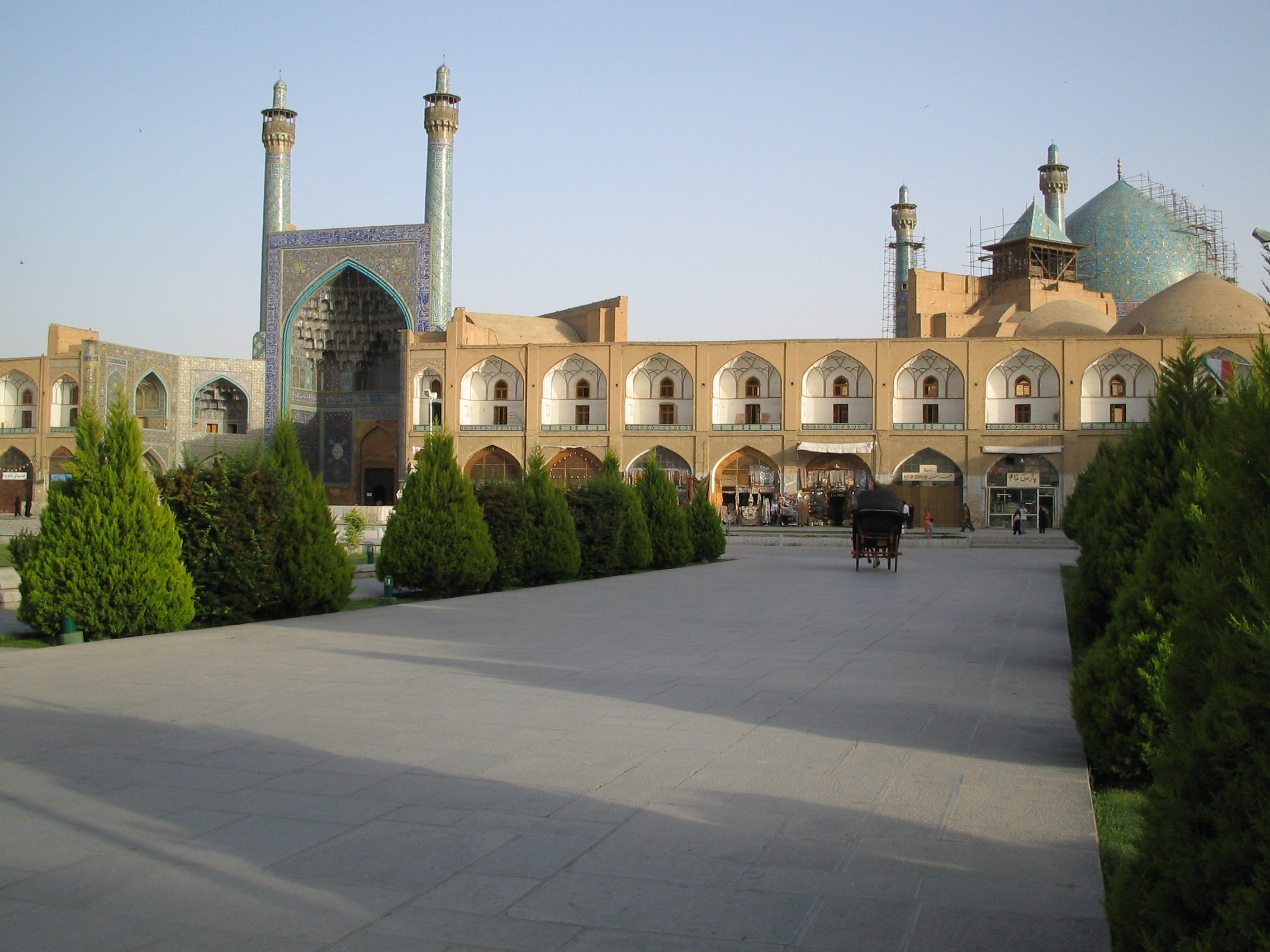
A Maszdzsed-e Sáh (Sahmecset)

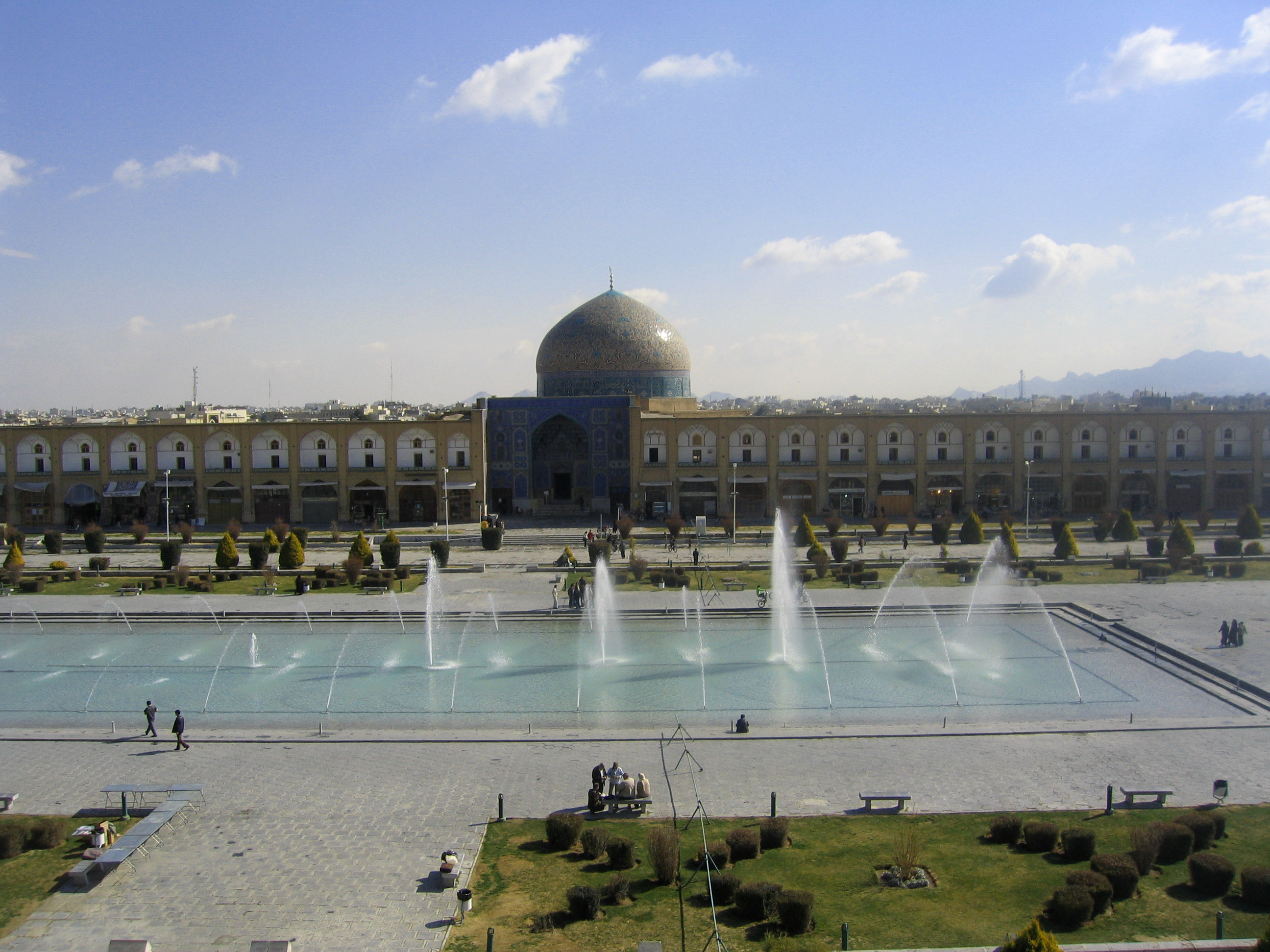
A Lotfolláh-mecset

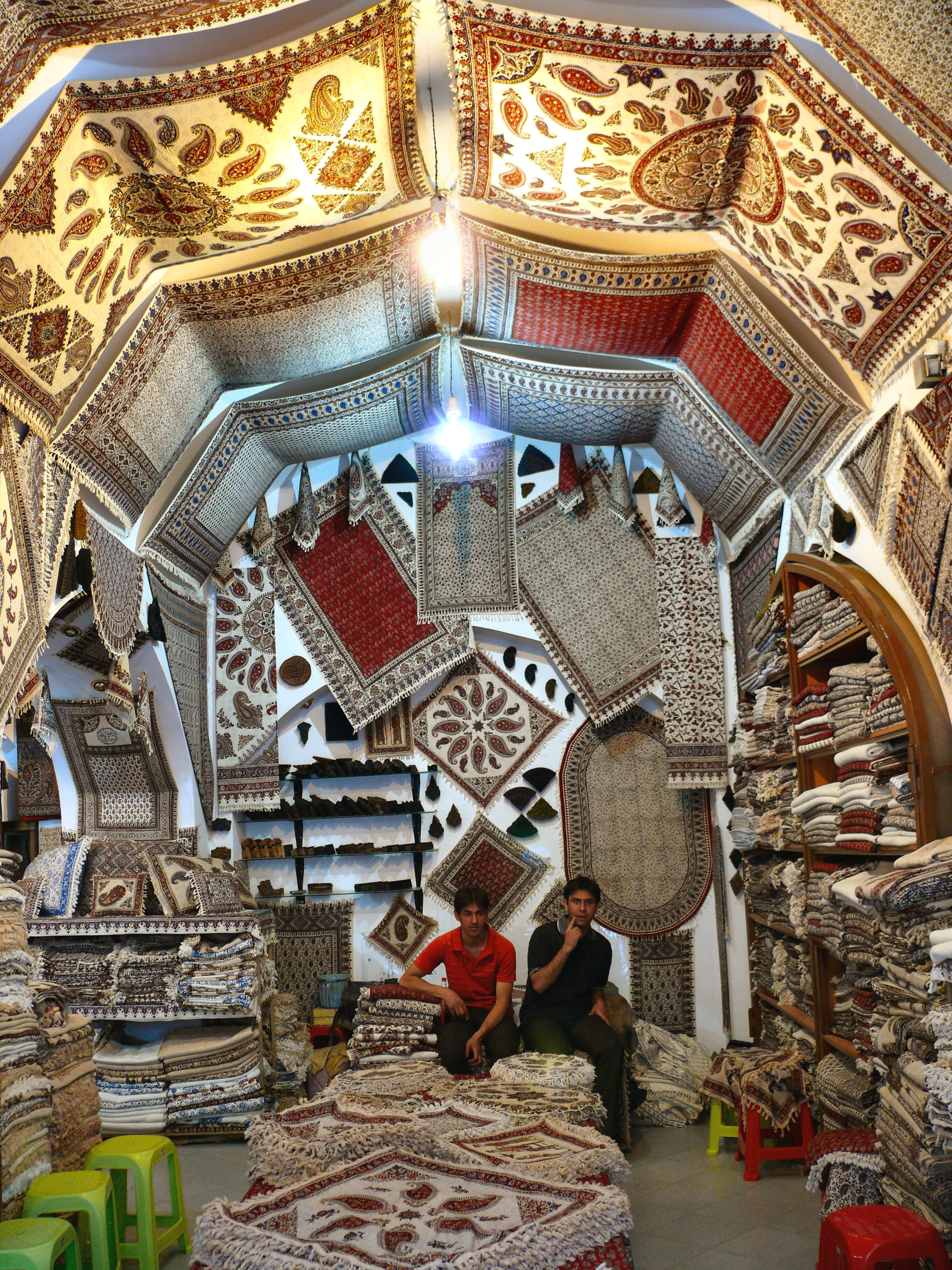
A nagybazár szőnyegárusai

A Nags-e Dzsahán tér vagy Majdán (perzsául میدان نقش جهان [Meydân-e Naġš-e Ǧahân]) Iszfahán egyik leghíresebb emlékműve, a világ egyik legnagyobb főtere, melynek hosszúsága 512, szélessége 164 méter. A helyszín 1979-től az UNESCO Világörökség része. Nevének jelentése: „A világ képe”.

## Leírása
A főteret még a 16-17. század fordulóján uralkodó I. (Nagy) Abbász (1588-1629) építette ki egy régi lovaglópályából, ünnepélyek felvonulási terének szánva. A tér egységes volta és szépsége első pillantásra szembetűnő; a teret körbevevő épületek drappos rózsaszínben játszó kétszintes árkádos falainak nagyvonalúságát, a túlzott szimmetriát finoman megbontó négy pompás épület nagyszerűsége, mely a négy ejvánra emlékeztető hangsúlyos pont.
Nagyon látványos a tér burkolata is, a virágok, fák, bokrok és a medence vizének tükröződő nyugalma is.
A téren jobbról a rézművesek boltjainak kis utcácskája található. Az árkádsor alatt pedig
kis boltok csalogatnak.

## Áli kapu
A tér hosszabbik nyugati oldalán van az Áli Kapu, melynek neve magyarul Fenséges kapu-t jelent.
Az első pavilont még Timur Lenk utódai építették, ezt Nagy Abbász sah a 16. század végén fejlesztette palotává. A hétszintes palotának 60 helyisége van. A termek falfestményei Abbász sah udvartartását ábrázolják. Sok életkép is található itt, és megcsodálható az iszfaháni díszítő motívumok gazdag világa. A palota külön érdekessége a zeneterem áttört, akusztikailag tökéletes megoldású álmennyezete.
A palota teraszáról páratlan látvány a tér kisugárzása, nyüzsgő élete. A terasz közepén egykor a hegyek vizével táplált szökőkút csobogott, mely mára sajnos már nem működik.

## Sah-mecset
A teret délről Irán egyik legszínesebb és leglátványosabb épületcsoportja a Sah-mecset (Maszdzsed-e Sáh) zárja le, mely még az 1612-1630 közötti időkben épült.
A mecset sztalaktitboltozású bejárati íve fölé pompás minaretek magasodnak. A kupola mögötti zárt udvar a bejárati tengellyel zár be hegyesszöget.
A templomegyüttes legjelentősebb motívuma a sabesztán, a fő imacsarnok, mely 54 méter magas, kupolás, minaretes, elől nyitott főcsarnok. 
A Sah-mecset együttes ma múzeumként látogatható. Régebben két medresze, két Korán-iskola egészítette ki. A diákok cellái máig jó állapotban maradtak az utókorra.

## Lotfolláh sejk-mecset
A mecset Lotfolláh sejk nevét viseli. Az 1602-1619 között épült templomot a síita szentként tisztelt tudós doktorról nevezték el, és az uralkodó magántemplomának épült.
Főbejáratánál a kék szín különféle árnyalatai dominálnak, a főbejárati ív díszítése káprázatos.
A faablak aprólékos rácsa szinte eltűnik a mozaik- és a kerámia díszítések sokaságában. Csak a főbejárat építése az időrabló mozaikfelrakásos díszítés miatt 4 évig tartott. 
Kupolája pedig aranyos-krémsárga fényben csillog. A mecsetnek sem minaretje, sem belső udvara nincs. A belső térben is a kupola díszítése az, mely először megragadja a tekintetet.

## Bazár
A tér északi falához a bazár íves bejárata (Szár dáre kiszárjeh) simul. Ezen át jutunk a bazár főutcájába, ahol állandó mozgalmas élet folyik.

## Ali minaretje
A bazár főutcája mellett Ali minaretje emelkedik . Ez Iszfahán legmagasabb ilyen jellegű tornya.